# Uranotaenia dundo
Uranotaenia dundo är en tvåvingeart som beskrevs av Cunha Ramos 1993. Uranotaenia dundo ingår i släktet Uranotaenia och familjen stickmyggor.
Artens utbredningsområde är Angola. Inga underarter finns listade i Catalogue of Life.